# Знобь-Новгородское
Знобь-Новгородское (укр. Зноб-Новгородське) — посёлок городского типа, Знобь-Новгородский поселковый совет, Шосткинский район, Сумская область, Украина.
Является административным центром Знобь-Новгородского поселкового совета, в который, кроме того, входят сёла Кустино и Лютое.

## Географическое положение
Посёлок городского типа Знобь-Новгородское находится на берегу реки Знобовка (в основном на левом берегу),
выше по течению на расстоянии в 2,5 км расположено село Лютое,
ниже по течению на расстоянии в 1,5 км расположено село Знобь-Трубчевская.
На реке большая запруда.

## История
С 1782 года село Зноба находилось в составе Погарского уезда Новгород-Северского наместничества, позднее являлось селом Протопоповской волости Новгород-Северского уезда Черниговской губернии Российской империи. В селе была Николаевская церковь.
В ходе Великой Отечественной войны с 10 сентября 1941 до 7 сентября 1943 года селение было оккупировано немецкими войсками.
В 1961 году присвоено статус посёлок городского типа.
В 1972 году здесь действовали маслодельный завод, хлебный завод, кирпичный завод и лугомелиоративная станция.
В январе 1989 года численность населения составляла 2 668 человек.
В мае 1995 года Кабинет министров Украины утвердил решение о приватизации находившегося здесь льнозавода, в июле 1995 года было утверждено решение о приватизации хозрасчётного участка.
На 1 января 2013 года численность населения составляла 1966 человек.

## Экономика
- Маслодельный завод.
- Хлебокомбинат.

## Транспорт
Ж.-д. станция Чигинок на линии Хутор-Михайловский - Унеча Юго-Западной железной дороги.

## Объекты социальной сферы

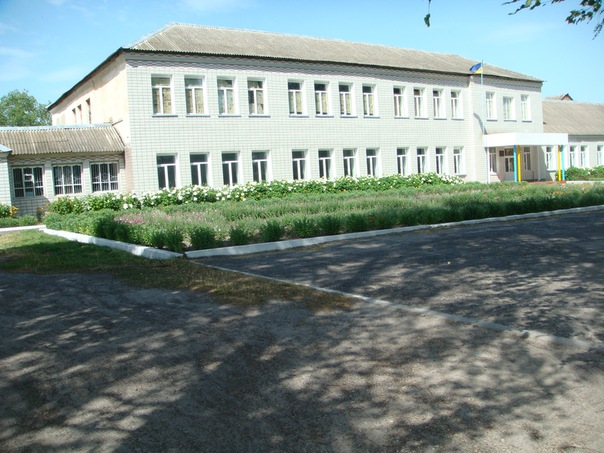
Школа в Знобь-Новгородском

- Знобь-Новгородская общеобразовательная школа
- Знобь-Новгородский профессиональный аграрный лицей.
- Дом культуры

## Религия
- Храм иконы Пресвятой Богородицы Всех скорбящих Радость.